# Squash Federation of Africa
Die Squash Fedaration of Africa (SFA; französisch Fédération Africaine de Squash) ist der afrikanische Dachverband der Sportart Squash.

## Geschichte
Die SFA wurde im August 1992 gegründet und ihr gehören aktuell 22 nationale Squashverbände an. Sie ist dem Weltverband angeschlossen, der Sitz des Generalsekretariats befindet sich in Johannesburg in Südafrika. Amtierender Präsident war bis zu seinem Tod Anfang 2021 Hany Hamouda aus Ägypten, Vizepräsidenten sind Olufemi Ajagbe aus Nigeria und Adrian Wehrli aus Mauritius.
Der afrikanische Squashverband ist Veranstalter sämtlicher kontinentalen Squashwettbewerbe Afrikas und vertritt die Interessen der Sportart bei Großveranstaltungen, etwa bei den Afrikaspielen.